# Fran Tarkenton
Francis Asbury Tarkenton (nacido el 3 de febrero de 1940) es un quarterback de la National Football League (NFL), personalidad de la televisión y ejecutivo de software de computadoras. Jugó en la NFL por 18 temporadas y pasó la mayor parte de su carrera con los Minnesota Vikings.
El período de Tarkenton con los Vikings duró 14 temporadas no consecutivas, jugando con el equipo por seis temporadas de 1961 a 1966, y luego por siete temporadas de 1972 a 1978. Entre esos periodos, Tarkenton era un miembro de New York Giants por cinco temporadas. Al momento de su retiro, Tarkenton era dueño de todos los récords de mariscales de campo. Fue admitido al Salón de la Fama en 1986.
Además de su carrera futbolística, Tarkenton se desempeñó como comentarista de Monday Night Football y coanfitrión de That's Incredible!. También fundó Tarkenton Software, una compañía generadora de programas de computadora, y recorrió los Estados Unidos promocionando CASE (ingeniería de software asistida por computadora) con Albert F. Case, Jr. de Nastec Corporation. Tarkenton Software se fusionó posteriormente con KnowledgeWare (con Tarkenton como presidente), hasta vender la compañía a Sterling Software en 1994.

## Primeros Pasos
Fran Tarkenton nació el 3 de febrero de 1940, en Richmond, Virginia. Su padre, Dallas Tarkenton, Sr., era un ministro metodista. Fue a Athens High School en Athens, Georgia, y más tarde asistió a la Universidad de Georgia, donde fue el quarterback en el equipo de fútbol Bulldog y un miembro de la fraternidad Sigma Alpha Epsilon. Bajo el mando del entrenador Wally Butts y con Tarkenton como QB, Georgia ganó el campeonato de la Conferencia Sudeste de 1959.

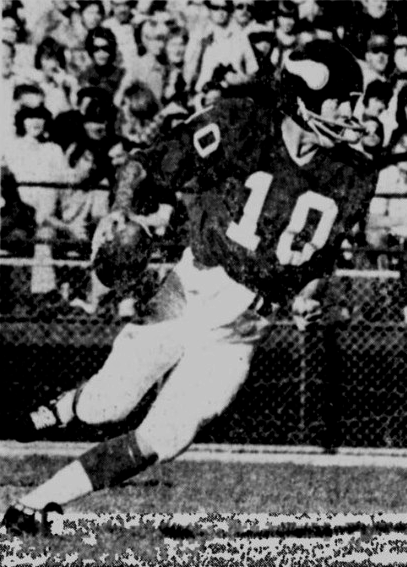
Fran Tarkenton en 1974

## Estadísticas profesionales
Todas las estadísticas y logros son cortesía de la NFL, Minnesota Vikings, New York Giants y Pro-Football.

### Temporada regular
| Temporada | Equipo  | Juegos | Registro (V-D) | Pases | Pases | Pases | Pases  | Pases | Pases | Pases | Pases | Pases  | Acarreos | Acarreos | Acarreos | Acarreos | Acarreos | Capturas | Capturas | Fumbles | Fumbles |
| Temporada | Equipo  | Juegos | Registro (V-D) | Comp  | Att   | Pct   | Yds    | YPA   | Lg    | TD    | Int   | Índice | Att      | Yds      | Prom     | Lg       | TD       | Cap      | Yds      | Fum     | Perd    |
| --------- | ------- | ------ | -------------- | ----- | ----- | ----- | ------ | ----- | ----- | ----- | ----- | ------ | -------- | -------- | -------- | -------- | -------- | -------- | -------- | ------- | ------- |
| 1961      | MIN     | 14     | 2-8-0          | 157   | 280   | 56.1  | 1,997  | 7.1   | 71    | 18    | 17    | 74.7   | 56       | 308      | 5.5      | 52       | 5        | --       | --       | 8       | --      |
| 1962      | MIN     | 14     | 2-11-1         | 163   | 329   | 49.5  | 2,595  | 7.9   | 89    | 22    | 25    | 66.9   | 41       | 361      | 8.8      | 31       | 2        | --       | --       | 8       | --      |
| 1963      | MIN     | 14     | 4-8-1          | 170   | 297   | 57.2  | 2,311  | 7.8   | 67    | 15    | 15    | 78.0   | 28       | 162      | 5.8      | 24       | 1        | --       | --       | 7       | --      |
| 1964      | MIN     | 14     | 8-5-1          | 171   | 306   | 55.9  | 2,506  | 8.2   | 64    | 22    | 11    | 91.8   | 50       | 330      | 6.6      | 31       | 2        | --       | --       | 7       | --      |
| 1965      | MIN     | 14     | 7-7-0          | 171   | 329   | 52.0  | 2,609  | 7.9   | 72    | 19    | 11    | 83.8   | 56       | 356      | 6.4      | 36       | 1        | --       | --       | 7       | --      |
| 1966      | MIN     | 14     | 4-7-1          | 192   | 358   | 53.6  | 2,561  | 7.2   | 68    | 17    | 16    | 73.8   | 62       | 376      | 6.1      | 28       | 4        | --       | --       | 6       | --      |
| 1967      | NYG     | 14     | 7-7-0          | 204   | 377   | 54.1  | 3,088  | 8.2   | 70    | 29    | 19    | 85.9   | 44       | 306      | 7.0      | 22       | 2        | --       | --       | 5       | --      |
| 1968      | NYG     | 14     | 7-7-0          | 182   | 337   | 54.0  | 2,555  | 7.6   | 84    | 21    | 12    | 85.9   | 57       | 301      | 5.3      | 22       | 3        | --       | --       | 5       | --      |
| 1969      | NYG     | 14     | 6-8-0          | 220   | 409   | 53.8  | 2,918  | 7.1   | 65    | 23    | 8     | 87.2   | 37       | 172      | 4.6      | 21       | 0        | 36       | 289      | 5       | --      |
| 1970      | NYG     | 14     | 9-5-0          | 219   | 389   | 56.3  | 2,777  | 7.1   | 59    | 19    | 12    | 82.2   | 43       | 236      | 5.5      | 20       | 2        | 36       | 249      | 4       | --      |
| 1971      | NYG     | 13     | 4-9-0          | 226   | 386   | 58.5  | 2,567  | 6.7   | 81    | 11    | 21    | 65.4   | 30       | 111      | 3.7      | 16       | 3        | 27       | 232      | 4       | --      |
| 1972      | MIN     | 14     | 7-7-0          | 215   | 378   | 56.9  | 2,651  | 7.0   | 76    | 18    | 13    | 80.2   | 27       | 180      | 6.7      | 21       | 0        | 26       | 203      | 4       | --      |
| 1973      | MIN     | 14     | 12-2-0         | 169   | 274   | 61.7  | 2,113  | 7.7   | 54    | 15    | 7     | 93.2   | 41       | 202      | 4.9      | 16       | 1        | 31       | 270      | 3       | --      |
| 1974      | MIN     | 13     | 9-4-0          | 199   | 351   | 56.7  | 2,598  | 7.4   | 80    | 17    | 12    | 82.1   | 21       | 120      | 5.7      | 15       | 2        | 17       | 142      | 3       | --      |
| 1975      | MIN     | 14     | 12-2-0         | 273   | 425   | 64.2  | 2,994  | 7.0   | 46    | 25    | 13    | 91.8   | 16       | 108      | 6.8      | 21       | 2        | 27       | 245      | 3       | --      |
| 1976      | MIN     | 13     | 10-2-1         | 255   | 412   | 61.9  | 2,961  | 7.2   | 56    | 17    | 8     | 89.3   | 27       | 45       | 1.7      | 20       | 1        | 25       | 221      | 2       | --      |
| 1977      | MIN     | 9      | 6-3-0          | 155   | 258   | 60.1  | 1,734  | 6.7   | 59    | 9     | 14    | 69.2   | 15       | 6        | 0.4      | 8        | 0        | 22       | 232      | 2       | --      |
| 1978      | MIN     | 16     | 8-7-1          | 345   | 572   | 60.3  | 3,468  | 6.1   | 58    | 25    | 32    | 68.9   | 24       | -6       | -0.3     | 15       | 1        | 27       | 254      | 1       | --      |
| Carrera   | Carrera | 246    | 124-109-6      | 3,686 | 6,467 | 57.0  | 47,003 | 7.3   | 89    | 342   | 266   | 80.4   | 675      | 3,674    | 5.4      | 52       | 32       | 274      | 2,337    | 84      | --      |

### Playoffs
| Temporada | Equipo  | Juegos | Registro (V-D) | Pases | Pases | Pases | Pases | Pases | Pases | Pases | Pases | Pases  | Acarreos | Acarreos | Acarreos | Acarreos | Acarreos | Capturas | Capturas | Fumbles | Fumbles |
| Temporada | Equipo  | Juegos | Registro (V-D) | Comp  | Att   | Pct   | Yds   | YPA   | Lg    | TD    | Int   | Índice | Att      | Yds      | Prom     | Lg       | TD       | Cap      | Yds      | Fum     | Perd    |
| --------- | ------- | ------ | -------------- | ----- | ----- | ----- | ----- | ----- | ----- | ----- | ----- | ------ | -------- | -------- | -------- | -------- | -------- | -------- | -------- | ------- | ------- |
| 1973      | MIN     | 3      | 2-1            | 44    | 77    | 57.1  | 537   | 7.0   | 54    | 3     | 3     | 75.5   | 12       | 34       | 2.8      | 11       | 1        | 0        | 0        | 3       | --      |
| 1974      | MIN     | 3      | 2-1            | 34    | 69    | 49.3  | 394   | 5.7   | 38    | 3     | 6     | 45.2   | 7        | 5        | 0.7      | 3        | 0        | 0        | 0        | 2       | --      |
| 1975      | MIN     | 1      | 0-1            | 12    | 26    | 46.2  | 135   | 5.2   | 40    | 0     | 1     | 46.2   | 3        | 32       | 10.7     | 16       | 0        | 0        | 0        | 0       | --      |
| 1976      | MIN     | 3      | 2-1            | 41    | 83    | 49.4  | 518   | 6.2   | 57    | 4     | 5     | 60.2   | 2        | 1        | 0.5      | 3        | 0        | 0        | 0        | 1       | --      |
| 1978      | MIN     | 1      | 0-1            | 18    | 37    | 48.6  | 219   | 5.9   | 31    | 1     | 2     | 53.8   | 1        | -2       | -2.0     | -2       | 0        | 0        | 0        | 1       | --      |
| Carrera   | Carrera | 11     | 6-5            | 149   | 292   | 51.0  | 1,803 | 5.8   | 54    | 11    | 17    | 58.6   | 52       | 274      | 2.8      | 16       | 1        | 0        | 0        | 7       | --      |

### Super Bowl
| Temporada | Equipo  | Rival   | Edición | Resultado | Pases | Pases | Pases | Pases | Pases | Pases | Pases | Pases | Pases  | Acarreos | Acarreos | Acarreos | Acarreos | Capturas | Capturas | Fumbles | Fumbles |
| Temporada | Equipo  | Rival   | Edición | Resultado | Comp  | Att   | Pct   | Yds   | YPA   | Lg    | TD    | Int   | Índice | Att      | Yds      | Prom     | TD       | Cap      | Yds      | Fum     | Perd    |
| --------- | ------- | ------- | ------- | --------- | ----- | ----- | ----- | ----- | ----- | ----- | ----- | ----- | ------ | -------- | -------- | -------- | -------- | -------- | -------- | ------- | ------- |
| 1973      | MIN     | MIA     | VIII    | P 7-24    | 18    | 28    | 64.29 | 182   | 6.50  | 30    | 0     | 1     | 67.9   | 4        | 17       | 4.25     | 1        | 0        | 0        | 1       | --      |
| 1974      | MIN     | PIT     | IX      | P 6-16    | 11    | 26    | 42.31 | 102   | 3.92  | 28    | 0     | 3     | 14.1   | 1        | 0        | 0.00     | 0        | 0        | 0        | 1       | --      |
| 1976      | MIN     | OAK     | XI      | P 14-32   | 17    | 35    | 48.57 | 205   | 5.86  | 26    | 1     | 2     | 52.7   | 0        | 0        | 0.00     | 0        | 0        | 0        | 0       | --      |
| Carrera   | Carrera | Carrera | 3       | 0-3       | 46    | 89    | 51.72 | 489   | 5.43  | 30    | 1     | 6     | 44.9   | 5        | 17       | 3.4      | 1        | 0        | 0        | 2       | --      |